# 刘刚 (1976年)
刘刚（1976年5月2日—），籍贯山东潍坊，出生于安徽合肥，中国内地电视节目主持人、演员、歌手。先后在安徽、吉林、天津、河北、四川等多家卫视担任主持人，主持过《超级大赢家》（搭档李彬、周群、王馨悦、郭德纲、沈凌、高凌风等）、《综艺传奇》（搭档方琼、程成）、《超级乐8点》（搭档何炅、沈凌、李晓峰、张楠）、《忽悠姐妹花》（搭档孙小宝）等多个综艺节目。曾在《宝莲灯》、《上错花娇嫁对郎》、《南少林三十六房》等多个电视剧饰演配角，还曾出演话剧。